# Janieck Devy

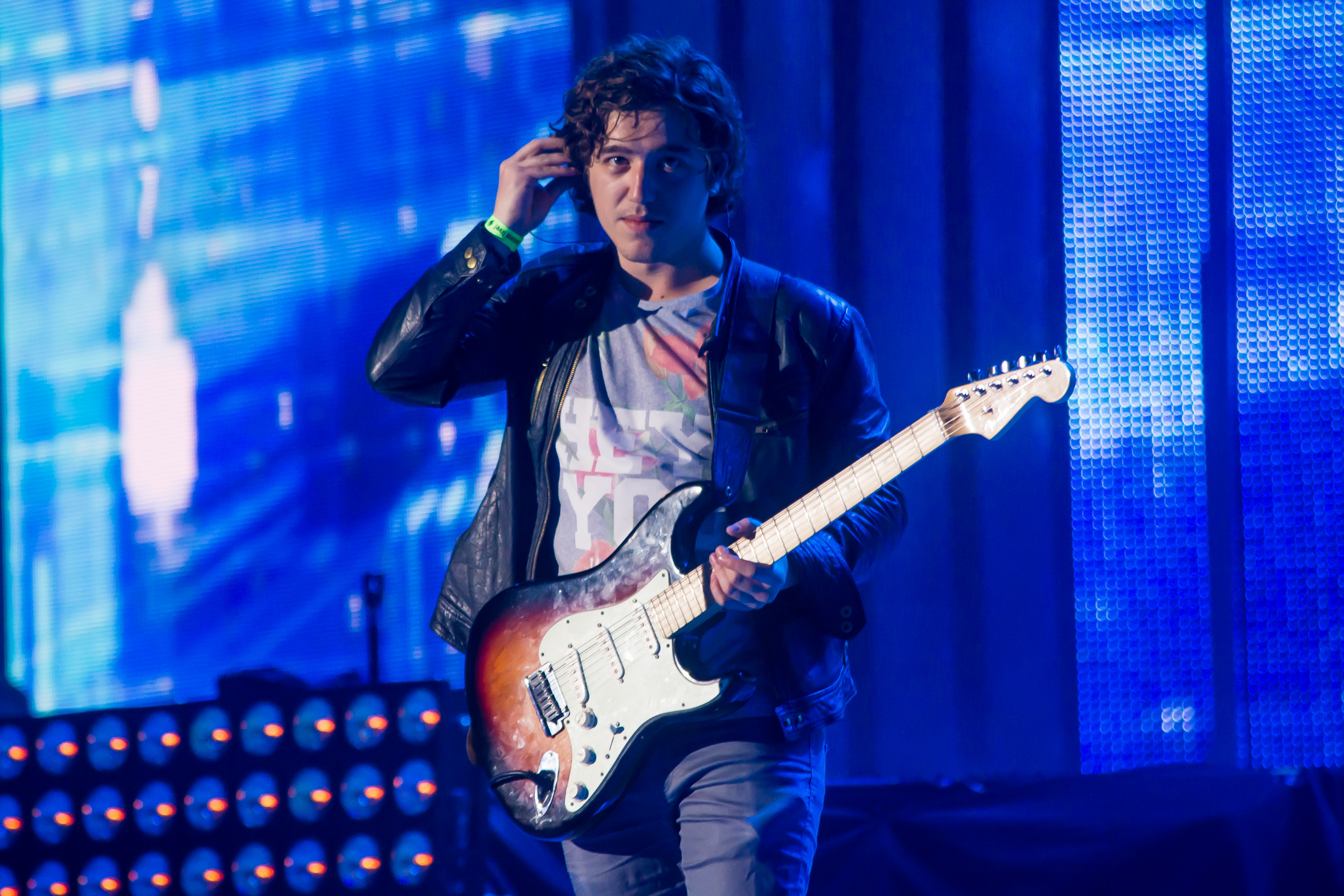
Janieck bei einem Konzert (2016)

Janieck Devy (* 24. Juni 1994 in Noordwijk, bürgerlich Janieck G. van de Polder), auch als Janieck bekannt, ist ein niederländischer Singer-Songwriter und ehemaliger Schauspieler bzw. Kinderdarsteller.

## Karriere
In seiner Kindheit und Jugend war er Schauspieler. Er spielte unter anderem die Hauptrolle in der niederländischen Verfilmung des Kinderbuchs Pluck mit dem Kranwagen (2004) und mehrere Nebenrollen, zum Beispiel in dem Spielfilm Kreuzzug in Jeans (2006) und in dem Drama My Queen Karo (2009). Auch in mehreren niederländischen Fernsehserien war er zu sehen.
Im Jahr 2012 begann er seine musikalische Karriere und veröffentlichte zwei Singles und ein Album, die jedoch kommerziell wenig erfolgreich waren. Im Jahr 2015 wurde von dem belgischen Produzenten und DJ Lost Frequencies der Song Reality veröffentlicht, den Janieck schrieb und bei dem er auch Vocals und Gitarre übernahm. Das Lied wurde ein europaweiter Hit, erreichte in mehreren Ländern Platz eins der Charts und wurde mit diversen Gold- und Platinschallplatten ausgezeichnet. Daraufhin erschien 2016 die Solosingle Feel the Love als Remix des DJ Sam Feldt, die sich nur in den Niederlanden platzieren konnte. Die Single Little Hollywood mit dem deutschen DJ und Musikproduzenten Alle Farben stieg 2017 in Deutschland, der Schweiz und in Österreich in die Charts ein. 2019 veröffentlichte er mit YouNotUs und Senex die Single Narcotic, ein Cover des Songs Narcotic von Liquido.

## Diskografie

### Alben
| Jahr | Titel          | Anmerkungen                        |
| ---- | -------------- | ---------------------------------- |
| 2014 | Survival Guide | Erstveröffentlichung: 4. Juli 2014 |

### Singles als Leadmusiker
| Jahr | Titel Album                             | Höchstplatzierung, Gesamtwochen, AuszeichnungChartplatzierungen (Jahr, Titel, Album, Platzierungen, Wochen, Auszeichnungen, Anmerkungen) | Höchstplatzierung, Gesamtwochen, AuszeichnungChartplatzierungen (Jahr, Titel, Album, Platzierungen, Wochen, Auszeichnungen, Anmerkungen) | Höchstplatzierung, Gesamtwochen, AuszeichnungChartplatzierungen (Jahr, Titel, Album, Platzierungen, Wochen, Auszeichnungen, Anmerkungen) | Höchstplatzierung, Gesamtwochen, AuszeichnungChartplatzierungen (Jahr, Titel, Album, Platzierungen, Wochen, Auszeichnungen, Anmerkungen) | Höchstplatzierung, Gesamtwochen, AuszeichnungChartplatzierungen (Jahr, Titel, Album, Platzierungen, Wochen, Auszeichnungen, Anmerkungen) | Höchstplatzierung, Gesamtwochen, AuszeichnungChartplatzierungen (Jahr, Titel, Album, Platzierungen, Wochen, Auszeichnungen, Anmerkungen) | Anmerkungen                                                                  |
| Jahr | Titel Album                             | DE | AT | CH | UK | NL | BEF | Anmerkungen                                                                  |
| ---- | --------------------------------------- | --- | --- | --- | --- | --- | --- | ---------------------------------------------------------------------------- |
| 2016 | Feel the Love (Sam Feldt Edit) –        | — | — | — | — | NL27 (9 Wo.)NL | — | Erstveröffentlichung: 10. Mai 2016                                           |
| 2017 | Little Hollywood Sticker on My Suitcase | DE14 Platin · (23 Wo.)DE | AT8 Gold · (20 Wo.)AT | CH31 Gold · (15 Wo.)CH | — | — | — | Erstveröffentlichung: 7. April 2017 mit Alle Farben                          |
| 2017 | Does It Matter –                        | — | — | — | — | NL33 (5 Wo.)NL | BEF43 (2 Wo.)BEF | Erstveröffentlichung: 8. Dezember 2017                                       |
| 2019 | Narcotic –                              | DE16 Platin · (25 Wo.)DE | AT11 Gold · (21 Wo.)AT | CH18 Gold · (23 Wo.)CH | — | NL11 (19 Wo.)NL | — | Erstveröffentlichung: 26. April 2019 mit Younotus & Senex, Cover von Liquido |

Weitere Singles
- 2012: Six String Thing
- 2013: Inspire Me
- 2014: Better Man
- 2015: Don’t Give Up on Us (auf dem Soundtrack zu Fack ju Göhte 2)
- 2016: Just Wanna Be with You
- 2018: To Rome (mit Deepend)
- 2018: You Don’t Have to Like It (mit Lucas & Steve)
- 2018: Maybe (mit BUNT.)
- 2019: Somebody New
- 2020: How (Do I Love You)

### Singles als Gastmusiker
| Jahr | Titel Album          | Höchstplatzierung, Gesamtwochen, AuszeichnungChartplatzierungen (Jahr, Titel, Album, Platzierungen, Wochen, Auszeichnungen, Anmerkungen) | Höchstplatzierung, Gesamtwochen, AuszeichnungChartplatzierungen (Jahr, Titel, Album, Platzierungen, Wochen, Auszeichnungen, Anmerkungen) | Höchstplatzierung, Gesamtwochen, AuszeichnungChartplatzierungen (Jahr, Titel, Album, Platzierungen, Wochen, Auszeichnungen, Anmerkungen) | Höchstplatzierung, Gesamtwochen, AuszeichnungChartplatzierungen (Jahr, Titel, Album, Platzierungen, Wochen, Auszeichnungen, Anmerkungen) | Höchstplatzierung, Gesamtwochen, AuszeichnungChartplatzierungen (Jahr, Titel, Album, Platzierungen, Wochen, Auszeichnungen, Anmerkungen) | Höchstplatzierung, Gesamtwochen, AuszeichnungChartplatzierungen (Jahr, Titel, Album, Platzierungen, Wochen, Auszeichnungen, Anmerkungen) | Anmerkungen                                                            |
| Jahr | Titel Album          | DE | AT | CH | UK | NL | BEF | Anmerkungen                                                            |
| ---- | -------------------- | --- | --- | --- | --- | --- | --- | ---------------------------------------------------------------------- |
| 2015 | Reality Less Is More | DE1 ×3Dreifachgold · (41 Wo.)DE | AT1 (30 Wo.)AT | CH2 (42 Wo.)CH | UK29 Silber · (3 Wo.)UK | NL3 ×4Vierfachplatin · (27 Wo.)NL | BEF1 ×4Vierfachplatin · (39 Wo.)BEF | Erstveröffentlichung: 22. Mai 2015 Lost Frequencies feat. Janieck Devy |

Weitere Gastbeiträge
- 2015: Drifting (Sascha Braemer feat. Janieck Devy)
- 2016: Madison (Alle Farben feat. Janieck)
- 2022: Déjà Vu (Yves V, Inna & Janieck)

## Auszeichnungen für Musikverkäufe
| Goldene Schallplatte - Australien - 2016: für die Single Reality - Frankreich - 2020: für die Single Narcotic - Polen - 2022: für die Single Little Hollywood - Ungarn - 2024: für die Single Little Hollywood Platin-Schallplatte - Kanada - 2021: für die Single Reality - Neuseeland - 2021: für die Single Reality - Spanien - 2015: für die Single Reality | 2× Platin-Schallplatte - Dänemark - 2025: für die Single Reality - Polen - 2016: für die Single Reality 3× Platin-Schallplatte - Mexiko - 2021: für die Single Reality - Norwegen - 2016: für die Single Reality - Schweden - 2016: für die Single Reality 4× Platin-Schallplatte - Italien - 2017: für die Single Reality |

Anmerkung: Auszeichnungen in Ländern aus den Charttabellen bzw. Chartboxen sind in ebendiesen zu finden.
| Land/RegionAuszeichnungen für Musikverkäufe (Land/Region, Auszeichnungen, Verkäufe, Quellen) | Silber  | Gold     | Platin       | Verkäufe  | Quellen                    |
| -------------------------------------------------------------------------------------------- | ------- | -------- | ------------ | --------- | -------------------------- |
| Australien (ARIA)                                                                            | —       | Gold1    | —            | 35.000    | aria.com.au                |
| Belgien (BRMA)                                                                               | —       | —        | 4× Platin4   | 80.000    | ultratop.be                |
| Dänemark (IFPI)                                                                              | —       | —        | 2× Platin2   | 180.000   | ifpi.dk                    |
| Deutschland (BVMI)                                                                           | —       | Gold1    | 3× Platin3   | 1.400.000 | musikindustrie.de          |
| Frankreich (SNEP)                                                                            | —       | Gold1    | —            | 100.000   | snepmusique.com            |
| Italien (FIMI)                                                                               | —       | —        | 4× Platin4   | 200.000   | fimi.it                    |
| Kanada (MC)                                                                                  | —       | —        | Platin1      | 80.000    | musiccanada.com            |
| Mexiko (AMPROFON)                                                                            | —       | —        | 3× Platin3   | 180.000   | amprofon.com.mx            |
| Neuseeland (RMNZ)                                                                            | —       | —        | Platin1      | 30.000    | radioscope.co.nz           |
| Niederlande (NVPI)                                                                           | —       | —        | 4× Platin4   | 120.000   | nvpi.nl                    |
| Norwegen (IFPI)                                                                              | —       | —        | 3× Platin3   | 120.000   | ifpi.no                    |
| Österreich (IFPI)                                                                            | —       | 2× Gold2 | —            | 30.000    | ifpi.at                    |
| Polen (ZPAV)                                                                                 | —       | Gold1    | 2× Platin2   | 65.000    | olis.pl                    |
| Schweden (IFPI)                                                                              | —       | —        | 3× Platin3   | 120.000   | sverigetopplistan.se       |
| Schweiz (IFPI)                                                                               | —       | 2× Gold2 | —            | 20.000    | hitparade.ch musikwoche.de |
| Spanien (Promusicae)                                                                         | —       | —        | Platin1      | 40.000    | elportaldemusica.es        |
| Ungarn (MAHASZ)                                                                              | —       | Gold1    | —            | 2.000     | slagerlistak.hu            |
| Vereinigtes Königreich (BPI)                                                                 | Silber1 | —        | —            | 200.000   | bpi.co.uk                  |
| Insgesamt                                                                                    | Silber1 | 9× Gold9 | 31× Platin31 |           |                            |

## Belege
1. ↑  Theo de With: De zomerhit komt uit Noordwijk. In: Leidsch Dagblad. Holland Media Combinatie, 14. August 2015, abgerufen am 26. August 2019 (niederländisch).
2. ↑  https://online.gema.de/werke/search.faces
3. ↑  http://www.imdb.com/name/nm1747953/
4. 1 2  DE AT CH UK NL BEF